# Telenor Arena
Le Telenor Arena ou Fornebu Arena est un stade couvert situé à Bærum, dans le comté d'Akershus et l'aire métropolitaine d'Oslo, en Norvège.

## Histoire
À la suite de la signature d'un accord de naming en juin 2008, il porte le nom de la société norvégienne de télécommunications Telenor.
Le 3 juillet 2009, la NRK annonce que la salle accueille, en mai 2010, les demi-finales et la finale de la 55e édition du Concours Eurovision de la chanson.

## Événements

### Concerts
- Concours Eurovision de la chanson 2010
- Concert de Madonna, pour sa tournée mondiale The MDNA Tour, le 15 août 2012.
- Concert de Lady Gaga, dans le cadre de sa troisième tournée mondiale "The Born This Way Ball", le 6 décembre 2012
- Concert de Beyoncé, pour sa troisième tournée mondiale The Mrs. Carter Show World Tour, le 28 mai 2013.
- Concert de Rihanna pour sa tournée Diamonds World Tour le 25 juillet 2013
- Concert de Rihanna, pour sa tournée mondiale Anti World Tour, le 2 juillet 2016.
- Concert de Britney Spears, pour sa tournée mondiale Piece of Me Tour, le 10 août 2018

### Sportifs
- Championnat du monde masculin de handball 2025